# Geophilus studeri
Geophilus studeri är en mångfotingart som beskrevs av Rothenbühler 1899. Geophilus studeri ingår i släktet Geophilus och familjen storjordkrypare. Inga underarter finns listade i Catalogue of Life.